# Charles Gale (Physiker)
Charles Gale (* 1957) ist ein kanadischer theoretischer Physiker.
Gale wurde 1963 an der McMaster University bei Sub Das Gupta promoviert. Er lehrt an der McGill University.
Er befasst sich mit QCD-Materie, die sich in Schwerionenstößen und kompakten stellaren Objekten bildet. Dazu befasst er sich mit Quantenfeldtheorien bei endlicher Temperatur (über die er ein Buch schrieb) und numerischer hydrodynamischer Simulation von Schwerionenstößen. 
2015 erhielt er den CAP-CRM Prize. Dabei wurden drei Gebiete hervorgehoben: Bestimmung der Zustandsgleichung für Schwerionenstöße bei mittleren Energien, die Nutzung von Photonen, Leptonpaaren und Jets zur Charakterisierung der heißen dichten Materie, die in den Schwerionenstößen entsteht, und die Implementation eines fortschrittlichen Computercodes für die Berechnung von Schwerionenstößen mit relativistischer, viskoser Hydrodynamik.
2020 wurde Gale in die Royal Society of Canada gewählt.

## Schriften (Auswahl)
- mit Das Gupta, Bartsch: Heavy-ion collision theory with momentum-dependent interactions, Phys. Rev. C, Band 35, 1987, S. 1666
- mit J. Kapusta: Dilepton radiation from high temperature nuclear matter, Phys. REv. C, Band 35, 1987, S. 2107
- mit J. Kapusta: Vector dominance model at finite temperature, Nuclear Physics B, Band 357, 1991, S. 65–89
- mit S. Turbide, R. Rapp: Hadronic production of thermal photons, Phys. REv. C, Band 69, 2004, S. 014903
- mit Joseph Kapusta: Finite temperature field theory. Principles and Applications, 2. Auflage, Cambridge UP 2006
- mit N.Armesto u. a.: Heavy-ion collisions at the LHC—last call for predictions, Journal of Physics G: Nuclear and Particle Physics, Band 35, 2008, S. 054001
- mit B. Schenke, S. Jeon: Elliptic and triangular flow in event-by-event D= 3+ 1 viscous hydrodynamics, Phys. Rev. Lett., Band 106, 2011, S. 042301
- mit S. Jeon, B. Schenke, P. Tribedy, R. Venugopalan: Event-by-event anisotropic flow in heavy-ion collisions from combined Yang-Mills and viscous fluid dynamics, Phys. Rev. Lett., Band 110, 2013, S. 012302
- mit S. Jeon, B. Schenke: Hydrodynamic modeling of heavy-ion collisions, International Journal of Modern Physics A, Band 28, 2013, S. 1340011